# Everything (EXILEの曲)
「Everything」（エヴリシング）は、EXILEの21枚目のシングル。2006年12月6日にrhythm zoneから発売。

## 概要
前作「YES!」から9カ月ぶりのシングル。グループの第二章が開幕し新体制として第1弾となるシングルで、3カ月連続リリースの第1弾。「CD+DVD」「CDのみ」の2形態で発売。
カップリング曲「Giver」は、同年に開催していたEXILEの新ボーカルオーディション「VOCAL BATTLE AUDITION」の3次審査課題曲だった。メンバーのTAKAHIROは、このオーディションでグループへの加入を決めた

## 収録曲

### CD
1. Everything
作詞：ATSUSHI / 作曲・編曲：h-wonder
  - テレビ朝日系ドラマ『家族〜妻の不在・夫の存在〜』主題歌[6]
  - 富士通「FMV」CMソング[7][8]
2. Giver
作詞：ATSUSHI / 作曲：平田祥一郎 / 編曲：h-wonder
  - テレビ朝日系『アドレな!ガレッジ』2006年10月 - 12月度エンディングテーマ[6]
3. HOLY NIGHT
作詞：ATSUSHI / 作曲：宮地大輔 / 編曲：大野裕一
  - エムティーアイ「music.jp」TVCFソング[6]
4. EVOLUTION
作詞：Michico / 作曲：T.Kura & Michico / 編曲：T.Kura
  - 日本テレビ系『プリズン・ブレイク』テーマソング[6]
5. Everything（Instrumental）
6. Giver（Instrumental）
7. HOLY NIGHT（Instrumental）
8. EVOLUTION（Instrumental）

### DVD
1. Everything（Video Clip）
2. The Trailer for "EXILE VOCAL BATTLE AUDITION 2006 ～ASIAN DREAM～"（初回限定ボーナス映像）
3. EXILE関連のインフォメーション

## カバー

### EXILE TAKAHIROによるカバー
「 EVOLUTION」（エヴォリューション）は、EXILE TAKAHIROの配信限定シングル。2025年2月19日に配信された。

#### 概要
前作「Winter Song」から2カ月ぶりのリリースで、EXILEの曲をセルフカバーする企画「EXILE RESPECT」の配信シングル。

#### 収録曲
1. EVOLUTION [4:16]
作詞：Michico / 作曲：T.Kura & Michico / 編曲：T.Kura

### その他のアーティストによるカバー
Everything
- EXILE TAKAHIRO（2023年、アルバム『EXPLORE』収録）